# Les Neuf Vies de Tomas Katz
Pour plus de détails, voir Fiche technique et Distribution.
Les Neuf Vies de Tomas Katz (The Nine Lives of Tomas Katz) est un film britannique réalisé par Ben Hopkins, sorti en 2000.

## Synopsis
Un jour d'éclipse totale, le mystérieux Tomas Katz prend possession de plusieurs personnes et sème le chaos autour de lui...

## Fiche technique
- Titre : Les Neuf Vies de Tomas Katz
- Titre original : The Nine Lives of Tomas Katz
- Réalisation : Ben Hopkins
- Scénario : Thomas Browne, Rob Cheek, Ben Hopkins et Ben Hopkins
- Musique : Dominik Scherrer
- Photographie : Julian Court
- Montage : Alan Levy
- Production : Caroline Hewitt
- Société de production : G2 Films, Geißendörfer Film- und Fernsehproduktion et Strawberry Vale Films
- Société de distribution : E.D. Distribution
- Pays :  Royaume-Uni et  Allemagne
- Genre : Comédie dramatique, fantastique
- Durée : 87 minutes
- Dates de sortie : 
  -  Portugal : 1er mars 2000 (Fantasporto)
  -  Royaume-Uni : 20 juillet 2000
  -  France : 11 juin 2003

## Distribution
- Tom Fisher : No / Tomas Katz
- Ian McNeice : l'inspecteur
- Tony Maudsley : le chauffeur de taxi
- Andrew Melville : le Ministre de la Pêche
- William Keen : Cuthbert
- Matthew Causton : Gallows Nelson
- Toby Jones : le fonctionnaire
- Asif Kapadia : un Gwupigrubynudnyen
- Kiki Kendrick : Eileen
- Janet Henfrey : Janice Waily
- Togo Igawa : le plongeur japonais
- Paul Ritter : Dave
- Noah Taylor : un cinglé de Hyde Park
- David Farr : un cinglé de Hyde Park
- Kim Noble : un cinglé de Hyde Park

## Analyse
Jean-François Rauger pour Le Monde décrit le film comme inspiré de l'expressionnisme allemand, des vidéoclips et de la science-fiction.